# KV24
KV24 (Kings' Valley 24) è la sigla che identifica una delle tombe della Valle dei Re in Egitto; sconosciuto il titolare.
(Otto Schaden)
Mappata e rilevata del 1825 da John Gardner Wilkinson, è stata scavata solo di recente da Otto Schaden nel 1991-1992.
Si tratta, probabilmente di una tomba non-regale della XVIII Dinastia, nota sin dall'antichità e riutilizzata varie volte per sepolture successive, forse della XXII dinastia, e quale magazzino anche in periodo romano e copto. Al suo interno sono state rinvenute tracce di ripetute sepolture relative ad almeno cinque differenti corpi tra cui un bambino, arnesi da falegname, frammenti di vasellame. È costituita da un pozzo e da una camera, appena sbozzata, scavati nella pavimentazione del wadi occupato dalla Valle dei Re.

### Approfondimenti
1. ↑  Le tombe vennero classificate nel 1827, dalla numero 1 alla 22, da John Gardner Wilkinson in ordine geografico. Dalla numero 23 la numerazione segue l’ordine di scoperta.
2. ↑  Otto John Schaden (1937-2015), egittologo statunitense, direttore del Amenmesse Tomb Project dell’Università di Memphis.

### Fonti
1. ↑  Nicholas Reeves e Richard Wilkinson, The complete valley of the Kings, New York, Thames & Hudson, 2000, p. 182.
2. ↑  Reeves e Wilkinson (2000), p. 182